# Dolerus triplicatus

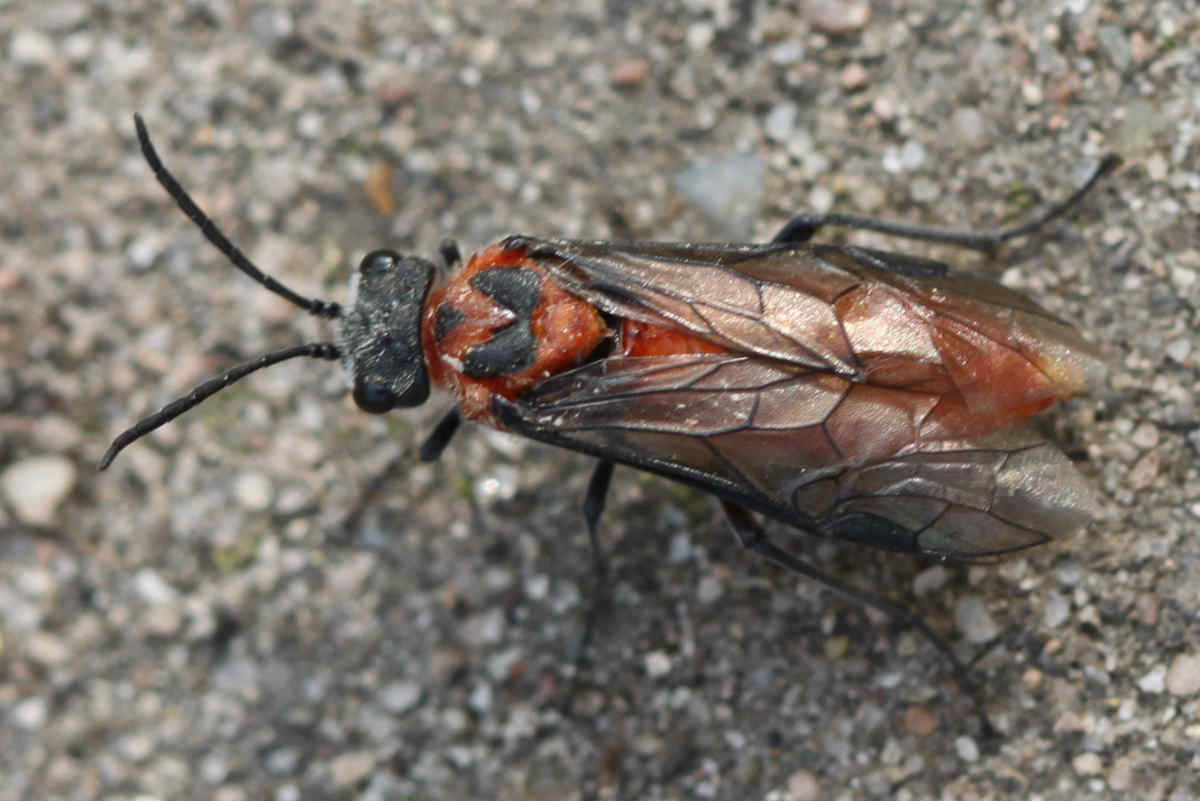
Dolerus cf. triplicatus

Dolerus triplicatus ist eine Pflanzenwespe aus der Familie der Echten Blattwespen (Tenthredinidae).

## Merkmale
Die Art erreicht eine Körperlänge (Kopf–Flügelende) von etwa 12 Millimetern. Die Pflanzenwespe ist orange gefärbt. Der Halsschild weist ein markantes schwarzes Fleckenmuster auf. Am äußeren Flügelrand befindet sich ein schwarzes Flügelmal, charakteristisch für die Gattung Dolerus.

## Verbreitung
Die Art ist in der westlichen Paläarktis verbreitet. Sie ist in Europa weit verbreitet und kommt auch im Süden Englands vor. Nach Osten reicht ihr Verbreitungsgebiet in den Nahen Osten.

## Lebensweise
Die Pflanzenwespen sind besonders häufig in den Monaten Mai und Juni zu beobachten. Zu ihren Wirts- und Futterpflanzen gehören Vertreter aus der Gattung der Binsen (Juncus).